# MTV Hits (Australie et Nouvelle-Zélande)
Pour les articles homonymes, voir MTV Hits.

MTV Hits anciennement TMF était une chaîne appartenant à ViacomCBS Networks Royaume-Uni & Australie lancée en avril 2007 au Australie.

## Histoire
La chaîne a été lancée pour la première fois en Australie en avril 2007 sous le nom de The Music Factory.
TMF est remplacé par MTV Hits le 1er novembre 2010. Le 1er décembre 2011, MTV Hits est lancée en Nouvelle-Zélande sur Sky.
Le 29 octobre 2013, MTV a annoncé qu'elle travaillait avec Foxtel depuis début 2013 pour offrir plus de diversité sur la plate-forme Foxtel, car leurs deux chaînes consacrées à la musique actuelle MTV Classic et MTV Hits se battaient pour le même public que les chaînes de Foxtel Networks MAX et [V] Hits respectivement. En tant que tel, il a été décidé que MTV Classic et MTV Hits cesseraient de diffuser sur la plate-forme Foxtel pour être remplacés par deux nouvelles chaînes MTV. La chaîne qui a remplacé MTV Hits était MTV Music, une chaîne consacrée à la musique actuelle, le 3 décembre 2013 sur Foxtel, et le 1er janvier 2014 sur Fetch TV.
MTV Hits reste diffusée en Nouvelle-Zélande jusqu'au 1er décembre 2015 quand Sky la remplace à son tour par MTV Music.
Le 1er juillet 2020, la chaîne est relancée en Australie et Nouvelle-Zélande en remplaçant MTV Music, sur Foxtel, Fetch TV et Sky (Nouvelle-Zélande).
Le 1er août 2023, MTV Hits et MTV sont remplacées par leurs versions globales provenant d'Europe en Australie, partageant la même grille avec 9 heures d'avance, un choix regretté par l'industrie musicale australienne. La Nouvelle-Zélande conserve la version locale de MTV Hits jusqu'au début du mois de septembre,.

### Identité visuelle (logo)

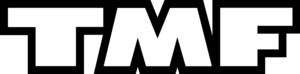
Logo de TMF Australie de avril 2007 au 1er novembre 2010
Logo de MTV Hits Australie du 1er novembre 2010 au 30 juin 2011.
Logo de MTV Hits Australie et Nouvelle-Zélande du 1er juillet 2011 au 30 septembre 2013
Logo de MTV Hits Australie et Nouvelle-Zélande du 1er octobre 2013 au 1er décembre 2015
Logo de MTV Hits Australie et Nouvelle-Zélande du 1er juillet 2020 au 14 septembre 2021
Logo depuis le 14 septembre 2021